# Don't Download This Song
Don't Download This Song és el primer single del disc de "Weird Al" Yankovic Straight Outta Lynwood. Aquesta és una cançó que no en parodia cap altre, però és de l'estil "We Are the World" i d'altres cançons de caritat similars. La cançó descriu els riscs de la descàrrega de música en línia. Es pot descarregar des del MySpace de Weird i des de dontdownloadthissong.com.